# Афганские песни
Афганские песни — песенное творчество военнослужащих 40-й Армии — Ограниченного контингента Советских войск в Афганистане. Наиболее яркое явление в народной песенной культуре в 1980-е годы. Называемые «афганскими песнями», они стали оригинальной моделью воинской культуры послевоенного времени.
Военная песня в Афганистане не ограничивалась территориями. Она мгновенно распространялась по всему Ограниченному контингенту — лётчиками, которые постоянно перелетали из провинции в провинцию, уезжающими в отпуск офицерами, увольняющимися в запас солдатами. Главным, в афганской песне была «сословноопознавательная функция» — песня быстро помогала определить «свой» от «чужой».
Это особенно читается в песне автора-исполнителя Юрия Слатова из ансамбля ВДВ «Голубые береты»:

И мы поймем друг друга.

Нам лишних слов не надо.

Глаза его засветятся особенным огнем.

Ребят своих мы вспомним и вспомним наши горы,

А после наши песни тихонько пропоём.

## История зарождения
Началом народного песенного творчества в ОКСВА стал 1980-й год. Об этом свидетельствует расшифровка магнитофонной записи концерта бойцов отряда «Каскад», посвященного 63-й годовщине Октябрьской революции.
На текущем этапе «Афганская» песня в национальной песенной культуре обозначила круг основных проблем, выработала поэтику и стиль, позволила осмыслить ответы на главные для сообщества «афганцев» вопросы: «зачем мы здесь, в этой чужой восточной стране; за что воюем, за что отдаем свои молодые жизни?». В «афганских» песнях начального периода с сатирой и по-доброму поётся о чуждой культуре и царящих в этой стране жёстких нравах и адаптации советских воинов той обстановке.

## Песни ВОВ на службе у Афганской войны
Многие песни Великой Отечественной войны (1941—1945), написанные на мелодии и стихотворения поэтов-фронтовиков, были переработаны в годы Афганской войны (1979—1989) военнослужащими ОКСВА. Это относится например к песне «Кукушка», изначально в 1961 году написанная автором Виктором Кочетковым, была переработана Юрием Кирсановым, став «гимном воинов-афганцев» или другая культовая песня афганцев раннего периода афганской лирики Опять тревога (песня), написанная с оригинала «Песня пожарных».
То же самое можно сказать о Песне «Баксанская» в которой поётся о боях за Кавказ — на стихи и мелодию Юрия Визбора, адаптированной к Афганским событиям под названием «Вспомним товарищ мы Афганистан». Афганская песня «Через перевалы и долины» была переписана с «Песенки фронтовых шоферов» военных лет авторов стихов Б. Ласкина и Н. Лобковского и музыки Б. Мокроусова — «Машина по дороге мчится» и многие другие.
В ходе службы на чужбине в сознании, отражающемся на творчестве «воинов-афганцев» складывался образ страны, в которой они несут службу, рискуя жизнью, теряя боевых товарищей. Для русского солдата военные походы на «чужую землю», какая-бы она не была красивая, в стихах и песенном творчестве ассоциировалась с гибелью. Это красной строкой пронизано в «афганских» песнях:

Кто сказал, что в ДРА растет зелёная трава, Что здесь немножко даже лучше, чем Швейцария?
На самом деле — ерунда! Забыта Господом страна, и затерялась на краю земного шарика….— «афганская песня»
По мнению поэта-песенника Юрия Кирсанова, песенное творчество которого пришлось на начальный период, за годом год, ближе к выводу Советских войск из Афганистана, тексты песен эмоционально принимают более отяжелённый характер.

В стихах к песне, завершающей присутствие советского контингента «Мы уходим с Афгана» есть такие строки:

До свиданья, Афган — этот призрачный мир,
Не пристало добром поминать тебя вроде.
Но о чём-то грустит боевой командир…
Мы уходим, уходим, уходим, уходим…— «Мы уходим»

## Родоначальники «афганской песни»
Авторами самых популярных песен, рождённых на начальном этапе Афганской войны — в 1980—1983 годы, особо полюбившихся в среде военнослужащих и завоевавших популярность по всему Афганистану, были офицеры отряда особого назначения КГБ «Каскад» Юрий Кирсанов и Игорь Морозов. Названные впоследствии «афганскими», их песни получили широкое хождение среди военнослужащих, переписывались на магнитофонные бобины и мгновенно распространялись по гарнизонам 40-й Армии.

А самих авторов — Юрия Кирсанова и Игоря Морозова, вскоре признают родоначальниками «афганского» направления в армейской песне.

Юрий Кирсанов — автор самых известных на весь СССР, а потом и в СНГ, «афганских» песен. Не было с 1981-го по 1989-й в Афганистане ни одной роты или батареи, где бы не пели и не слушали кирсановских песен— Андрей Бондаренко «Красная звезда»
Песни Юрия Кирсанова: Над горами кружат вертолеты, Этот мир без тебя, Кукушка, Зорька, Бой гремел в окрестностях Кабула, В кармане моей гимнастерки, Второй батальон, А на войне как на войне, Бой затих у взорванного моста, Песня бортстрелка вертолёта, Не надо нам громких тостов, Здесь над небом чужим, Кабул далёкий, Фотография, В ту ночь, Базы ракетной песня спета и многие другие.

Песни Игоря Морозова: Этот мир без тебя, Батальонная разведка, Когда солнце за скалы зайдет, Если вам однажды, Прости меня, Лазурит, Эх куда же ты попал каскадёр?, Здесь вам не равнина, Помирать нам рановато, Вспомним мы — товарищ, Два Брата, Прощайте горы! и другие.

По мнению Юрия Кирсанова, эволюция афганской песни за годы войны претерпела изменения:

В «афганской» бардовской песне я наблюдал изменения: чем ближе к концу войны — тем больше горечи— Юрий Кирсанов

## Знаменитая «Кукушка»
Популярная песня ветеранов-афганцев «Кукушка» была написана на мелодию и стихи Юрия Кирсанова, переписанные на «афганский» лад со стихотворения поэта-фронтовика Виктора Кочеткова «Кукушка».
Песня быстро набрала популярность и стала культовой в среде военнослужащих ОКСВА, а впоследствии, ветеранов Афганской войны (1979—1989), своего рода — «гимном всех афганцев». Песню «Кукушка» пели солдаты и на других войнах, а на сегодняшний день продолжают петь и известные сольные исполнители.

## «Батальонная разведка»
Песня «Батальонная разведка» написана в марте 1975 года и посвящена отцу автора, командиру-разведчику 172-й Гвардейской дивизии Николаю Петровичу Морозову. Впервые была исполнена на День Победы 1975 года на празднике ветеранов 172-й Гвардейской стрелковой дивизии, за что получил «Спасибо!» от ветеранов и бутылку коньяка от председателя комитета ветеранов Великой Отечественной войны генерала Павла Батова.
В июне 1982 года, будучи уже в Афганистане, записал песню на магнитофонную кассету и песня «пошла в народ». Песня стала чуть ли не культовой и горячо любимой в Афганистане. Лишь четвёртый куплет «Рвали проволоку, брали языка» выдавал в ней песню о Великой Отечественной. Сам автор признается, что давно уже «перепосвятил» песню всем советско-российским бойцам.

## Голубые береты
В августе 1985 года в расположении 2-й роты 1-го батальона 350-го парашютно-десантного полка в Афганистане был образован ансамбль «Голубые береты». Его основателями стали Сергей Исаков, Игорь Иванченко и старшина роты Олег Гонцов. Позднее в ноябре месяце к ним присоединился Сергей Яровой. Первый концерт состоялся в Афганистане, вечером 19 ноября 1985 года в солдатском клубе 350-го гвардейского парашютно-десантного полка. 19 ноября стал днём рождения ансамбля.
С ноября 1985 г. по февраль 1987 г. группа выступила с концертами перед многими частями Ограниченного контингента Советских войск в Республике Афганистан, Посольстве СССР, торговом представительстве, управлениях афганских КГБ и МВД, Политехническом институте Кабула.
В марте 1987 года группа участвовала в третьем туре Всесоюзного телевизионного конкурса «Когда поют солдаты». Выступление коллектива «Голубые береты» транслировалось «прямо из Кабула посредством телемоста и стало сенсацией. Победа в конкурсе была безоговорочной».
Летом 1987 года был записан первый диск-гигант, вскоре ставший «платиновым». По опросу ТАСС, пластинка вошла в десятку наиболее популярных в СССР. В октябре 1987 года «Голубые береты» в первый раз посетили Москву для участия в концерте. С афганскими песнями коллектив выступал в ведущих концертных залах Москвы, в их числе: Государственный центральный концертный зал «Россия», Государственный Кремлёвский дворец, Московский театр Эстрады, стадион Лужники, «Олимпийский».

В феврале 1988 года ансамбль стал победителем финала первого Всесоюзного телевизионного конкурса «Когда поют солдаты».

## Группа «Шурави»
Летом 1988 года несколько московских бардов-афганцев, следи которых были Игорь Морозов, Сергей Кузнецов, Сергей Миронов, Игорь Медведев, Александр Карпенко, Владимир Иванов и Валерий Бурков, приехали на фестиваль в Новороссийск. После совместных выступлений в Новороссийске и Анапе авторы-исполнители решили объединиться в группу. Там же. в Новороссийске, группа «Шурави» получила предложение от афганцев Якутска выступить у них с концертами. Группа просуществовали около пяти лет, объездив за это время многие регионы страны. В разное время в группу «Шурави» входили также Сергей Сахаров, Игорь Тишкин, Алексей Кружалин, Валерий Петряев, Валерий Горбачёв, Андрей Горбачёв, Александр Мордовин, Дмитрий Ерёмин и Валерий Ковалёв.

## См.также
- Каскад (ансамбль)
- Опять тревога (песня)
- Кукушка (песня ветеранов-афганцев)
- Бой гремел в окрестностях Кабула (песня)